# Draudtia andrena
Draudtia andrena là một loài bướm đêm trong họ Noctuidae.